# Petrovice u Sušice
Petrovice u Sušice é uma comuna checa localizada na região de Plzeň, distrito de Klatovy.